# Кореа (гміна Ульгівок)
Кореа (пол. Korea) — частина села Жерники у Польщі, в Люблінському воєводстві Томашовського повіту, ґміни Ульгувек.